# 桓石康
桓石康，表字不詳，譙國龍亢（今安徽懷遠）人。東晉征西大將軍桓豁之子。桓石虔、桓石秀等人之弟。

## 生平
桓石康深受桓玄寵信，當桓玄擔任荊州刺史時，就以桓石康為振威將軍、南郡相。後來，深受桓玄倚重、原任荊州刺史的桓偉逝世，桓石康奉命接任荊州刺史、西中郎將。尚未到任之時，新野人庾仄見桓玄獲賜九錫，便乘機聚眾起兵反抗，桓石康便聯同南蠻校尉羊僧壽合兵攻打襄陽，擊潰庾仄，因功獲封右將軍、武陵王。桓玄稱帝後被擊敗，逃至江陵，投靠桓石康，桓石康便於城南張設幔屋，暫設百官，以卞範之為尚書僕射。益州刺史毛璩等使計誘桓玄入蜀，並在枚回洲以亂箭伏擊桓玄，桓玄中箭後被益州都護馮遷所殺，桓石康等人亦死於此役。

## 延伸阅读
[在维基数据编辑]
 《晉書·卷074》，出自房玄齡《晉書》